# Teodor Wintzell
Teodor Wintzell, född 2 oktober 1894 i Lund, död 16 november 1978 i Malmö, var en svensk kemiingenjör och disponent. 
Wintzell blev civilingenjör 1921 vid Kungliga Tekniska högskolan. Han anställdes 1920 vid Svenska Sockerfabriks AB (SSA), där han från 1931 var teknisk assistent vid huvudkontoret i Malmö och från 1932 var disponent vid Trelleborgs sockerbruk. 1941–1959 var han teknisk direktör vid SSA:s huvudkontor. Han var även verksam inom kommunalpolitiken i Trelleborg som ledamot av drätselkammaren och stadsfullmäktige.
Wintzell invaldes 1945 som ledamot av Kungliga Ingenjörsvetenskapsakademien, blev samma år ledamot av Fysiografiska sällskapet i Lund och blev 1952 ledamot av Kungliga Lantbruksakademien. Han är begravd på Hässleholms östra begravningsplats.